# Nishiyama Taiga
Taiga Nishiyama (sinh ngày 24 tháng 8 năm 1999) là một cầu thủ bóng đá người Nhật Bản.

## Sự nghiệp câu lạc bộ
Taiga Nishiyama đã từng chơi cho Yokohama F. Marinos.